# 3-ヒドロキシペンタン酸
3-ヒドロキシペンタン酸(3-Hydroxypentanoic acid)またはβ-ヒドロキシペンタン酸(beta-hydroxypentanoate)は、5炭素ケトン体である。奇数個炭素原子の脂肪酸から肝臓で合成され、すぐに脳に到達する。4炭素のケトン体とは異なり、3-ヒドロキシペンタン酸はアナプレロティック反応に関与でき、クエン酸回路の中間体を補充することができる。トリアシルグリセロールであるトリヘプタノインは、臨床的に3-ヒドロキシペンタン酸を作るために用いられる。